# Hungría en los Juegos Olímpicos de Cortina d'Ampezzo 1956
Hungría estuvo representada en los Juegos Olímpicos de Cortina d'Ampezzo 1956 por dos deportistas que compitieron en patinaje de velocidad.  

## Medallistas
El equipo olímpico húngaro obtuvo las siguientes medallas:
| Nombre                    | Deporte            | Competición |
| ------------------------- | ------------------ | ----------- |
| Oro                       |                    |             |
| —                         |                    |             |
| Plata                     |                    |             |
| —                         |                    |             |
| Bronce                    |                    |             |
| Marianna Nagy László Nagy | Patinaje artístico | Parejas     |